# Kumagaja
Kumagaya (japonsky:熊谷市 Kumagaya-ši) je japonské město. Leží v prefektuře Saitama a v lednu 2021 měl přes 195 tisíc obyvatel. Přes město protéká řeka Tone.

## Historie

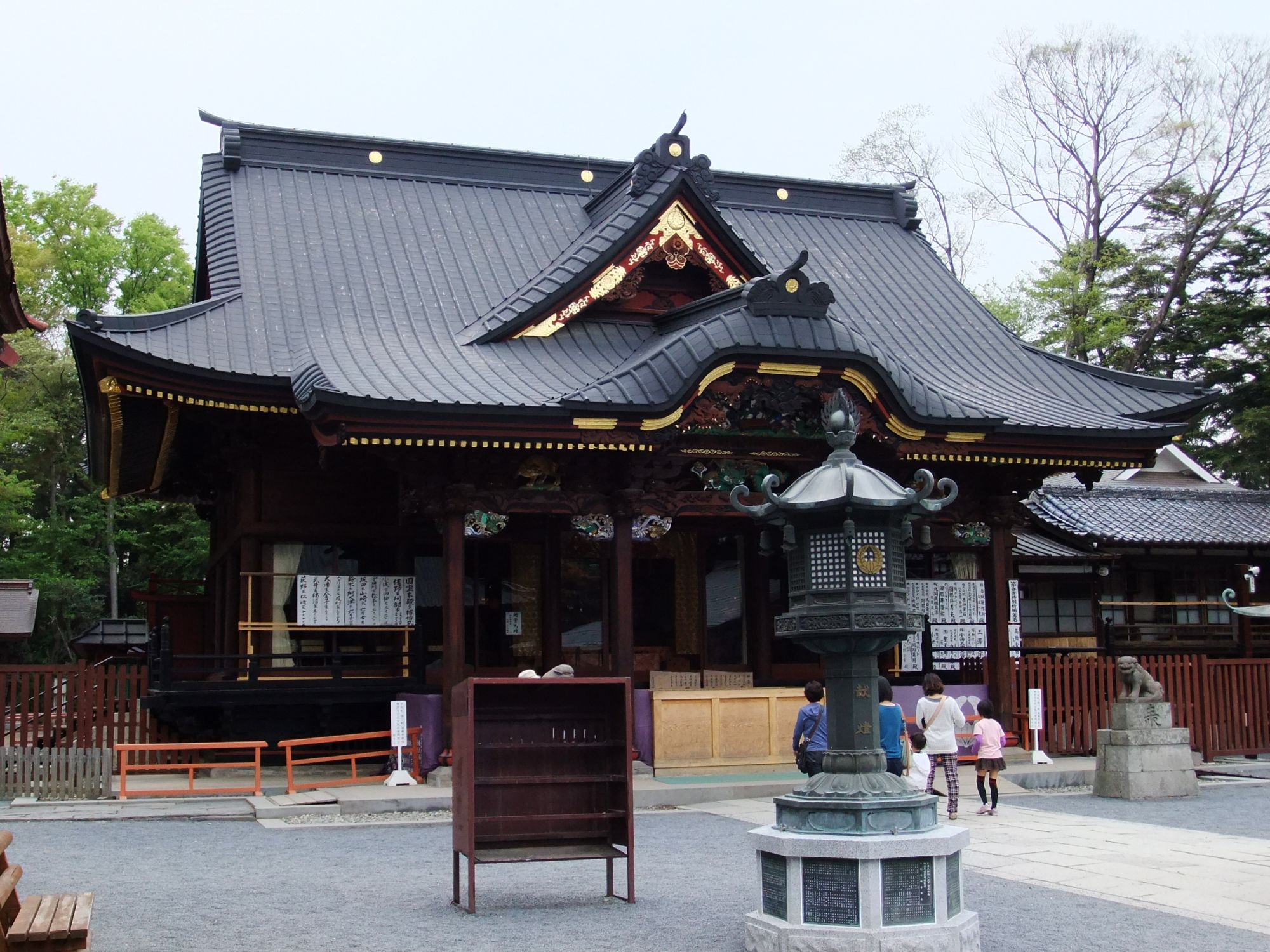
Buddhistický chrám Kangijin

Obec patřila k nejstarším sídlům v kraji, její historie sahá do 6. století. Již roku 1179 zde byl založen buddhistický chrám Kangijin, který dal postavit samuraj Sanemori Saitó. Později přestavěná budova stojí na témže místě dosud. 
Obec se stala městem roku 1889, ale městská práva obdržela až 1. dubna roku 1933. V roce 1937 se město zapojilo do čínsko-japonské války.
14. srpna 1945 bylo město bombardováno americkým bombardérem B 19 jako jedno z posledních v Pacifické válce.

## Symboly města
- Pták: euroasijský skřivan polní
- Ryba: Pungitius
- Květina: Sakura
- Strom: Zelkova pilovitá

## Slavní rodáci
- Seiiči Morimura (1933-2023), spisovatel

## Partnerská města
- Invercargill, Nový Zéland (1996)